# Lista episoadelor din Austin & Ally
Următoarea este o listă a episoadelor a serialului Austin & Ally, difuzat pe Disney Channel.

## Tabelul episoadelor
| Sezon | Sezon | Episoade | Difuzare Statele Unite ale Americii | Difuzare Statele Unite ale Americii | Difuzare România | Difuzare România  | Difuzare România |
| Sezon | Sezon | Episoade | Premieră sezon                      | Final sezon                         | Premieră sezon   | Final sezon       |                  |
| ----- | ----- | -------- | ----------------------------------- | ----------------------------------- | ---------------- | ----------------- | ---------------- |
|       | 1     | 19       | 2 decembrie 2011                    | 9 septembrie 2012                   | 11 mai 2013      | 4 aprilie 2014    |                  |
|       | 2     | 26       | 7 octombrie 2012                    | 29 septembrie 2013                  | 5 aprilie 2014   | 17 ianuarie 2015  |                  |
|       | 3     | 22       | 27 octombrie 2013                   | 23 noiembrie 2014                   | 22 martie 2015   | 25 octombrie 2015 |                  |
|       | 4     | 20       | 18 ianuarie 2015                    | 10 ianuarie 2016                    | 20 martie 2016   | 29 octombrie 2016 |                  |

## Lista episoadelor

### Sezonul 1 (2011-12)
| nr.ep.din serial | nr.ep.din sezon | Titlu                                                      | Regizat de            | Scris de                         | Premiera originală | Premiera în România | Cod |
| ---------------- | --------------- | ---------------------------------------------------------- | --------------------- | -------------------------------- | ------------------ | ------------------- | --- |
| 1                | 1               | „Cântăreți si compozitori” „Rockers & Writers”             | Shelley Jensen        | Kevin Kopelow & Heath Seifert    | 2 decembrie 2011   | 11 mai 2013         | 101 |
| 2                | 2               | „Canguri și haos” „Kangaroos & Chaos”                      | Shelley Jensen        | Kevin Kopelow & Heath Seifert    | 4 decembrie 2011   | 11 mai 2013         | 102 |
| 3                | 3               | „Secrete și melodii” „Secrets & Songbooks”                 | Shelley Jensen        | Eric Friedman                    | 11 decembrie 2011  | 18 mai 2013         | 103 |
| 4                | 4               | „Zarțieni și privitori la nori” „Zaliens & Cloud Watchers” | Shelley Jensen        | Rick Nyholm                      | 8 ianuarie 2012    | 25 mai 2013         | 105 |
| 5                | 5               | „Bloggeri și fluturi” „Bloggers & Butterflies”             | Shelley Jensen        | Kevin Kopelow & Heath Seifert    | 15 ianuarie 2012   | 1 iunie 2013        | 104 |
| 6                | 6               | „Bilete și saci de gunoi” „Tickets & Trashbags”            | Adam Weissman         | Samantha Silver & Joey Manderino | 22 ianuarie 2012   | 29 iunie 2013       | 107 |
| 7                | 7               | „Manageri și chiftele” „Managers & Meatballs”              | Adam Weissman         | Wayne Conley                     | 29 ianuarie 2012   | 20 iulie 2013       | 108 |
| 8                | 8               | „Cluburi și Quinceaneras” „Club Owners & Quinceaneras”     | Eric Dean Seaton      | Joey Manderino & Samantha Silver | 19 februarie 2012  | 10 august 2013      | 109 |
| 9                | 9               | „DJ și demo-uri” „Deejays & Demos”                         | Roger S. Christiansen | Steve Freeman & Aaron Ho         | 26 februarie 2012  | 2 septembrie 2013   | 111 |
| 10               | 10              | „Recorduri și recordmeni” „World Records & Work Wreckers”  | Phill Lewis           | Kevin Kopelow & Heath Seifert    | 4 martie 2012      | 2 septembrie 2013   | 113 |
| 11               | 11              | „Melodii și stea de mare” „Songwriting & Starfish”         | Eric Dean Seaton      | Eric Friedman                    | 11 martie 2012     | 14 septembrie 2013  | 110 |
| 12               | 12              | „Supe și vedete” „Soups & Stars”                           | Shannon Flynn         | Wayne Conley                     | 25 martie 2012     | 12 octombrie 2013   | 115 |
| 13               | 13              | „Hoți și capcane” „Burglaries & Boobytraps”                | Shelley Jensen        | Aaron Ho & Steve Freeman         | 15 apriie 2012     | 19 octombrie 2013   | 106 |
| 14               | 14              | „Tableta și pasarea” „myTAB & My Pet”                      | Phill Lewis           | Rick Nyholm                      | 22 apriie 2012     | 2 noiembrie 2013    | 114 |
| 15               | 15              | „Filmări și fobii” „Filmmaking & Fear Breaking”            | Roger S. Christiansen | Rick Nyholm                      | 20 mai 2012        | 13 noiembrie 2013   | 112 |
| 16               | 16              | „Măncare și întălniri” „Diners & Dates”                    | Shelley Jensen        | Aaron Ho & Steve Freeman         | 17 iunie 2012      | 27 noiembrie 2013   | 116 |
| 17               | 17              | „Mlaștini și aligatori” „Everglades & Allygators”          | Shelley Jensen        | Clay Lapari                      | 15 iulie 2012      | 21 decembrie 2013   | 119 |
| 18               | 18              | „Succese și eșecuri” „Successes & Setbacks”                | Shelley Jensen        | Samantha Silver & Joey Manderino | 19 august 2012     | 28 noiembrie 2013   | 117 |
| 19               | 19              | „Albume și audiții” „Albums & Auditions”                   | Eric Dean Seaton      | Heath Seifert & Kevin Kopelow    | 9 septembrie 2012  | 4 aprilie 2014      | 118 |

### Sezonul 2 (2012-13)
| nr.episodului din serial | nr.episodului din sezon | Titlu                                                                                   | Regizat de          | Scris de                                 | Premiera originală | Premiera în România | Cod |
| ------------------------ | ----------------------- | --------------------------------------------------------------------------------------- | ------------------- | ---------------------------------------- | ------------------ | ------------------- | --- |
| 20                       | 1                       | „Costume și curaj” „Costumes & Courage”                                                 | Shelley Jensen      | Rick Nyholm                              | 7 octombrie 2012   | 5 aprilie 2014      | 201 |
| 21                       | 2                       | „Dansatori și despărțiri” „Backups & Breakups”                                          | Shelley Jensen      | Kevin Kopelow & Heath Seifert            | 14 octombrie 2012  | 12 aprilie 2014     | 202 |
| 22                       | 3                       | „Reviste și invenții” „Magazines & Made-Up Stuff”                                       | Shelley Jensen      | Samantha Silver & Joey Manderino         | 28 octombrie 2012  | 19 aprilie 2014     | 205 |
| 23                       | 4                       | „Părinți și pedepse” „Parents & Punishments”                                            | Shelley Jensen      | Aaron Ho & Steve Freeman                 | 4 noiembrie 2012   | 26 aprilie 2014     | 206 |
| 24                       | 5                       | „Plăngăcioși și parfumuri” „Crybabies & Cologne”                                        | Shelley Jensen      | Luisa Leschin                            | 11 noiembrie 2012  | 3 mai 2014          | 203 |
| 25                       | 6                       | „Austin, Jessie și Ally staruri de anul nou” „Austin & Jessie & Ally All Star New Year” | Bob Koherr          | Wayne Conley, Mike Montesano & Ted Zizik | 7 decembrie 2012   | 16 august 2014      | 211 |
| 26                       | 7                       | „Parcul de distracție și respirație mirositoare” „Ferris Wheels & Funky Breath”         | Shelley Jensen      | Aaron Ho & Steve Freeman                 | 13 ianuarie 2013   | 17 mai 2014         | 204 |
| 27                       | 8                       | „Iubită și prietenă” „Girlfriends & Girl Friends”                                       | Shelley Jensen      | Samantha Silver & Joey Manderino         | 27 ianuarie 2013   | 24 mai 2014         | 207 |
| 28                       | 9                       | „Tabere și complicații” „Campers & Complications”                                       | Adam Weissman       | Rick Nyholm                              | 17 februarie 2013  | 31 mai 2014         | 208 |
| 29                       | 10                      | „Capitole și alegeri” „Chapters & Choices”                                              | Adam Weissman       | Kevin Kopelow & Heath Seifert            | 24 februarie 2013  | 13 iulie 2014       | 209 |
| 30                       | 11                      | „Parteneri și parașute” „Partners & Parachutes”                                         | Eric Dean Seaton    | Heath Seifert & Kevin Kopelow            | 17 martie 2013     | 20 iulie 2014       | 210 |
| 31                       | 12                      | „Prieteni ciudați și nuvele” „Freaky Friends & Fan Fiction”                             | Eric Dean Seaton    | Rick Nyholm                              | 7 aprilie 2013     | 20 septembrie 2014  | 217 |
| 32                       | 13                      | „Cupluri și cariere” „Couples & Careers”                                                | Eric Dean Seaton    | Teresa Ingram                            | 5 mai 2013         | 27 august 2014      | 212 |
| 33                       | 14                      | „Spa și cili” „Spas & Spices”                                                           | Adam Weissman       | Luisa Leschin                            | 19 mai 2013        | 30 decembrie 2013   | 213 |
| 34                       | 15                      | „ Solo și pisicuțele” „Solos & Stray Kitties”                                           | Shelley Jensen      | Joey Manderino & Samantha Silver         | 2 iunie 2013       | 27 septembrie 2014  | 214 |
| 35                       | 16                      | „Căntece și insigne” „Boy Songs & Badges”                                               | Eric Dean Seaton    | Kevin Kopelow & Heath Seifert            | 8 iunie 2013       | 4 octombrie 2014    | 218 |
| 36                       | 17                      | „Înregistrări și probleme” „Tracks & Troubles”                                          | Sean Lambert        | Steve Freeman & Aaron Ho                 | 23 iunie 2013      | 11 octombrie 2014   | 216 |
| 37                       | 18                      | „Clipuri virale și dansuri ciudate” „Viral Videos & Very Bad Dancing”                   | Shannon Flynn       | Luisa Leschin                            | 14 iulie 2013      | 18 octombrie 2014   | 219 |
| 38                       | 19                      | „Piese și procese” „Tunes & Trials”                                                     | Shelley Jensen      | Samantha Silver & Joey Manderino         | 19 iulie 2013      | 25 octombrie 2014   | 220 |
| 39                       | 20                      | „Muzica viitorului și piese de festival” „Future Sounds & Festival Songs”               | Shelley Jensen      | Francisco Angones & Amy Higgins          | 28 iulie 2013      | 1 noiembrie 2014    | 226 |
| 40                       | 21                      | „Sporturi și scântei” „Sports & Sprains”                                                | Shelley Jensen      | Wayne Conley                             | 4 august 2013      | 29 noiembrie 2014   | 221 |
| 41                       | 22                      | „Artiști de altă dată și afaceri” „Beach Bums & Bling”                                  | Sean Lambert        | Wayne Conley                             | 11 august 2013     | 15 noiembrie 2014   | 215 |
| 42                       | 23                      | „Familii și scandaluri” „Family & Feuds”                                                | Craig Wyrick-Solari | Rick Nyholm                              | 1 septembrie 2013  | 22 noiembrie 2014   | 223 |
| 43                       | 24                      | „Săptămâna Moon și mentorii” „Moon Week & Mentors”                                      | Ken Ceizler         | Steve Freeman & Aaron Ho                 | 15 septembrie 2013 | 3 ianuarie 2014     | 222 |
| 44                       | 25                      | „Viață și film” „Real Life & Reel Life”                                                 | Shelley Jensen      | Samantha Silver & Joey Manderino         | 22 septembrie 2013 | 6 decembrie 2014    | 224 |
| 45                       | 26                      | „Noi începuturi și despărțiri” „Fresh Starts & Farewells”                               | Shelley Jensen      | Heith Seifert & Kevin Kopelow            | 29 septembrie 2013 | 17 ianuarie 2015    | 225 |

### Sezonul 3 (2013-14)
| Nr ep.din serial) | Nr,ep.din sezon | Titlu                                               | Regizat de          | Scris de                                                  | Premiera Originală | Premiera in România | Cod |
| ----------------- | --------------- | --------------------------------------------------- | ------------------- | --------------------------------------------------------- | ------------------ | ------------------- | --- |
| 46                | 1               | „Călătorii și revederi” „Road Trips & Reunions”     | Shelley Jensen      | Kevin Kopelow & Heath Seifert                             | 27 octombrie 2013  | 30 decembrie 2014   | 301 |
| 47                | 2               | „Dacă și unde e Austin” „What Ifs & Where's Austin” | Shelley Jensen      | Rick Nyholm                                               | 3 noiembrie 2013   | 29 martie 2015      | 302 |
| 48                | 3               | „Președinți și probleme” „Presidents & Problems”    | Shelley Jensen      | Meg DeLoatch                                              | 10 noiembrie 2013  | 5 aprilie 2015      | 303 |
| 49                | 4               | „Cluburi și prieteni” „Beach Clubs & BFFs”          | Sean Lambert        | Samantha Silver & Joey Manderino                          | 24 noiembrie 2013  | 12 aprilie 2015     | 304 |
| 50                | 5               | „Încurcături și vâsc” „Mix-Ups & Mistletoes”        | Adam Weissman       | Rick Nyholm                                               | 1 decembrie 2013   | 19 aprilie 2015     | 310 |
| 51                | 6               | „Coruri si glorie” „Glee Clubs & Glory”             | Shelley Jensen      | Meg DeLoatch                                              | 19 ianuarie 2014   | 3 mai 2015          | 313 |
| 52                | 7               | „Austin si Alias” „Austin & Alias”                  | Jon Rosenbaum       | Steve Freeman & Aaron Ho                                  | 26 ianuarie 2014   | 10 mai 2015         | 305 |
| 53                | 8               | „Prințese si premii” „Princesses & Prizes”          | Eric Dean Seaton    | Rick Nyholm                                               | 9 februarie 2014   | 17 mai 2015         | 306 |
| 54                | 9               | „Cupids & Cuties”                                   | Eric Dean Seaton    | Heath Seifert & Kevin Kopelow                             | 9 martie 2014      | 24 mai 2015         | 307 |
| 55                | 10              | „Critici si incredere” „Critics & Confidence”       | Shannon Flynn       | Aaron Ho & Steve Freeman                                  | 16 martie 2014     | 31 mai 2015         | 308 |
| 56                | 11              | „Directors & Divas”                                 | Laura James         | Joey Manderino & Samantha Silver Aaron Ho & Steve Freeman | 13 aprilie 2014    |                     | 317 |
| 57                | 12              | „Hunks & Homecoming”                                | Adam Weissman       | Aaron Ho & Steve Freeman                                  | 22 iunie 2014      |                     | 311 |
| 58                | 13              | „Fashion Shows & First Impressions”                 | Craig Wyrick-Solari | Samantha Silver & Joey Mandarino                          | 29 iunie 2014      |                     | 312 |
| 59                | 14              | „Fanatics & Favors”                                 | Sean Lambert        | Joey Mandarino & Samantha Silver                          | 13 iulie 2014      |                     | 309 |
| 60                | 15              | „Eggs & Extraterrestrials”                          | Shelley Jensen      | Calum Worthy                                              | 27 iulie 2014      |                     | 321 |
| 61                | 16              | „Proms & Promises”                                  | Jean Sagal          | Kevin Kopelow & Heath Seifert                             | 10 august 2014     |                     | 315 |
| 62                | 17              | „Last Dances & Last Chances”                        | Jon Rosenbaum       | Heath Seifert & Kevin Kopelow                             | 24 august 2014     |                     | 316 |
| 63                | 18              | „Videos & Villains”                                 | Craig Wyrick-Solar  | Amelia Sims                                               | 21 septembrie 2014 |                     | 320 |
| 64                | 19              | „Frumoase și răutăți” „Beauties & Bullies”          | Rich Correll        | Kevin Kopelow & Heath Seifert                             | 28 septembrie 2014 | 26 aprilie 2015     | 319 |
| 65                | 20              | „Horror Stories & Halloween Scares”                 | Rich Correll        | Jay Dyer                                                  | 5 octombrie 2014   |                     | 318 |
| 66                | 21              | „Records & Wrecking Balls”                          | Ken Ciezler         | Rick Nyholm                                               | 12 octombrie 2014  |                     | 314 |
| 67                | 22              | „Relationships & Red Carpets”                       | Shelley Jensen      | Rick Nyholm                                               | 23 noiembrie 2014  | 25 octombrie 2015   | 322 |

### Sezonul 4 (2015-16)
| nr.episodului din serial | nr.episodului din sezon | Titlu                                 | Regizat de          | Scris de                          | Premiera originală | Premiera în România | Cod |
| ------------------------ | ----------------------- | ------------------------------------- | ------------------- | --------------------------------- | ------------------ | ------------------- | --- |
| 68                       | 1                       | „Buzzcuts & Beginnings”               | Shelley Jensen      | Kevin Kopelow și Heath Seifert    | 18 ianuarie 2015   | 20 martie 2016      | 401 |
| 69                       | 2                       | „Mattress Stores & Music Factories”   | Shelley Jensen      | Kevin Kopelow și Heath Seifert    | 25 ianuarie 2015   | 27 martie 2016      | 402 |
| 70                       | 3                       | „Grand Openings & Great Expectations” | Eric Dean Seaton    | Samantha Silver și Joey Mandarino | 8 februarie 2015   | 3 aprilie 2016      | 403 |
| 71                       | 4                       | „Seniors & Senors”                    | Eric Dean Seaton    | Steve Freeman și Aaron Ho         | 15 februarie 2015  | 10 aprilie 2016     | 404 |
| 72                       | 5                       | „Homework & Hidden Talents”           | Craig Wyrick        | Heath Seifert și Keven Kopelow    | 28 martie 2015     |                     | 405 |
| 73                       | 6                       | „Duos & Deceptions”                   | Jean Sagel          | Samantha Silver și Joey Mandarino | 19 aprilie 2015    |                     | 409 |
| 74                       | 7                       | „Wedding Bells & Wacky Birds”         | Adam Weissman       | Rachel McNevin                    | 3 mai 2015         |                     | 406 |
| 75                       | 8                       | „Karaoke & Kalamity”                  | Shelley Jensen      | Aaron Ho și Steve Freeman         | 14 iunie 2015      |                     | 412 |
| 76                       | 9                       | „Mini-Me's & Muffin Baskets”          | Shelley Jensen      | Samantha Silver și Joey Manderino | 21 iunie 2015      |                     | 413 |
| 77                       | 10                      | „Dancers & Ditzes”                    | Adam Weissman       | Kevin Kopelow și Heath Seifert    | 12 iulie 2015      |                     | 407 |
| 78                       | 11                      | „Mysteries & Meddling Kids”           | Laura James         | Steve Freeman și Aaron Ho         | 26 iulie 2015      |                     | 417 |
| 79                       | 12                      | „Comebacks & Crystal Balls”           | Craig Wyrick-Solari | Jeny Quine                        | 9 august 2015      |                     | 408 |
| 80                       | 13                      | „Burdens & Boynado”                   | Shelley Jensen      | Samantha Silver și Joey Manderino | 23 august 2015     |                     | 418 |
| 81                       | 14                      | „Bad Seeds & Bad Dates”               | A. Laura James      | Jeny Quine                        | 20 septembrie 2015 |                     | 411 |
| 82                       | 15                      | „Scary Spirits & Spooky Stories”      | Andy Fickman        | Garron Ma                         | 4 octombrie 2015   |                     | 414 |
| 83                       | 16                      | „Rejection & Rocketships”             | Raini Rodriguez     | Rachel McNevin                    | 8 noiembrie 2015   |                     | 415 |
| 84                       | 17                      | „Cap and Gown & Can't Be Found”       | D.W. Moffett        | Jeny Quine                        | 22 noiembrie 2015  |                     | 416 |
| 85                       | 18                      | „Santas & Surprises”                  | Jean Sagal          | Wayne Conley                      | 6 decembrie 2015   |                     | 410 |
| 86                       | 19                      | „Musicals & Moving On”                | Craig Wyrick-Solari | Aaron Ho și Steve Freeman         | 10 ianuarie 2016   |                     | 420 |
| 87                       | 20                      | „Duets & Destiny”                     | Shelley Jensen      | Heath Seifert și Kevin Kopelow    | 10 ianuarie 2016   | 29 octombrie 2016   | 419 |